# Toshio Fujiwara
Pour les articles homonymes, voir Fujiwara (homonyme).
Toshio Fujiwara (son véritable nom est 藤原 敏男 Fujiwara Toshio) est un combattant japonais de kickboxing né le 3 mars 1948. Il a été formé à Tokyo. 
Il est considéré comme la légende du kick-boxing japonais. Il totalise 141 combats professionnels et combat jusqu’à l’âge de 35 ans. Fujiwara a remporté 123 combats, dont 99 par K.O. 
Son meilleur élève est Satoshi Kobayashi, un kickboxeur mais aussi un pratiquant de MMA (mixed martial art).